# Mladá Boleslav
Mladá Boleslav (deutsch Jungbunzlau) ist eine Stadt im Bezirk Jungbunzlau in der Mittelböhmischen Region etwa 50 km nordöstlich von Prag, mit dem sie durch die Autobahn D10 verbunden ist. Sie hat 44.056 Einwohner (Stand 1. Januar 2017) und eine Fläche von 28,90 km². Sie liegt am linken Ufer des Mittellaufs der Jizera, an der Mündung des Flüsschens Klenice. Mladá Boleslav ist baulich mit der benachbarten kleinen Stadt Kosmonosy zusammengewachsen. Die Automobilfabrik Škoda Auto hat ihren Sitz in der Stadt. Nach der Einwohnerzahl ist sie die zweitgrößte Stadt der Region Mittelböhmen, nach Kladno.

## Geschichte

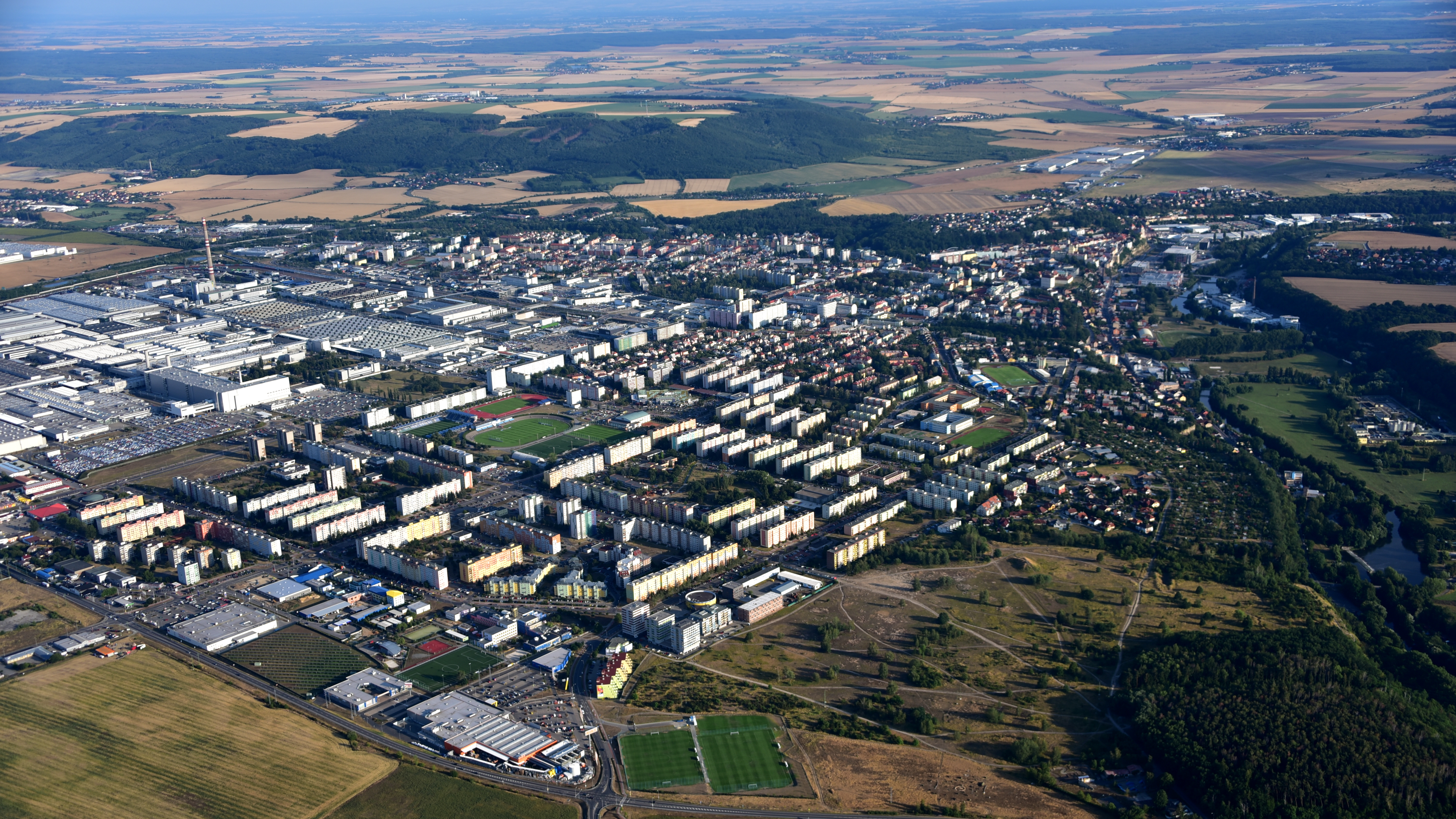
Mladá Boleslav, Luftaufnahme (2019)

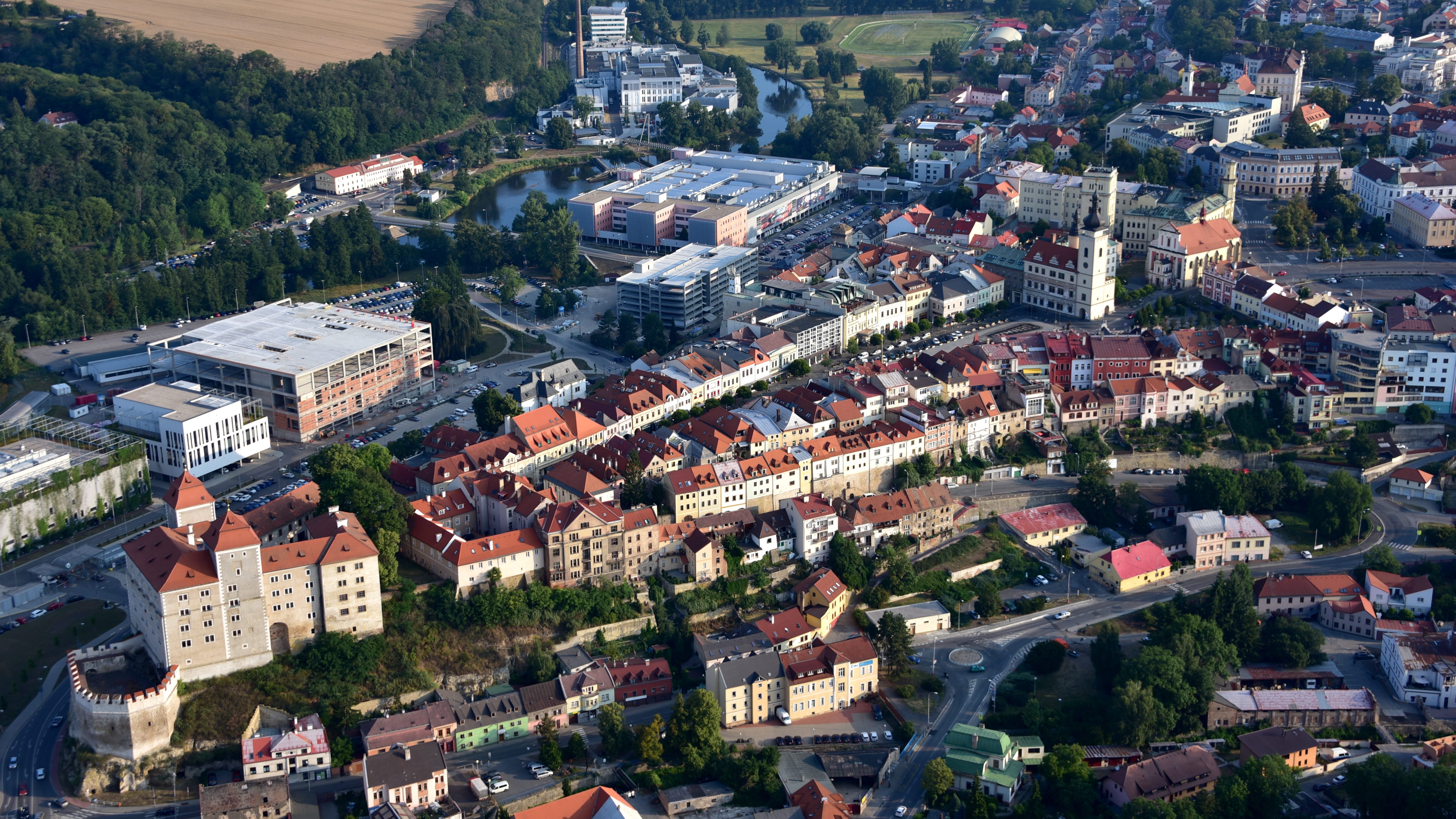
Mladá Boleslav, Altstadt, Luftaufnahme (2019)

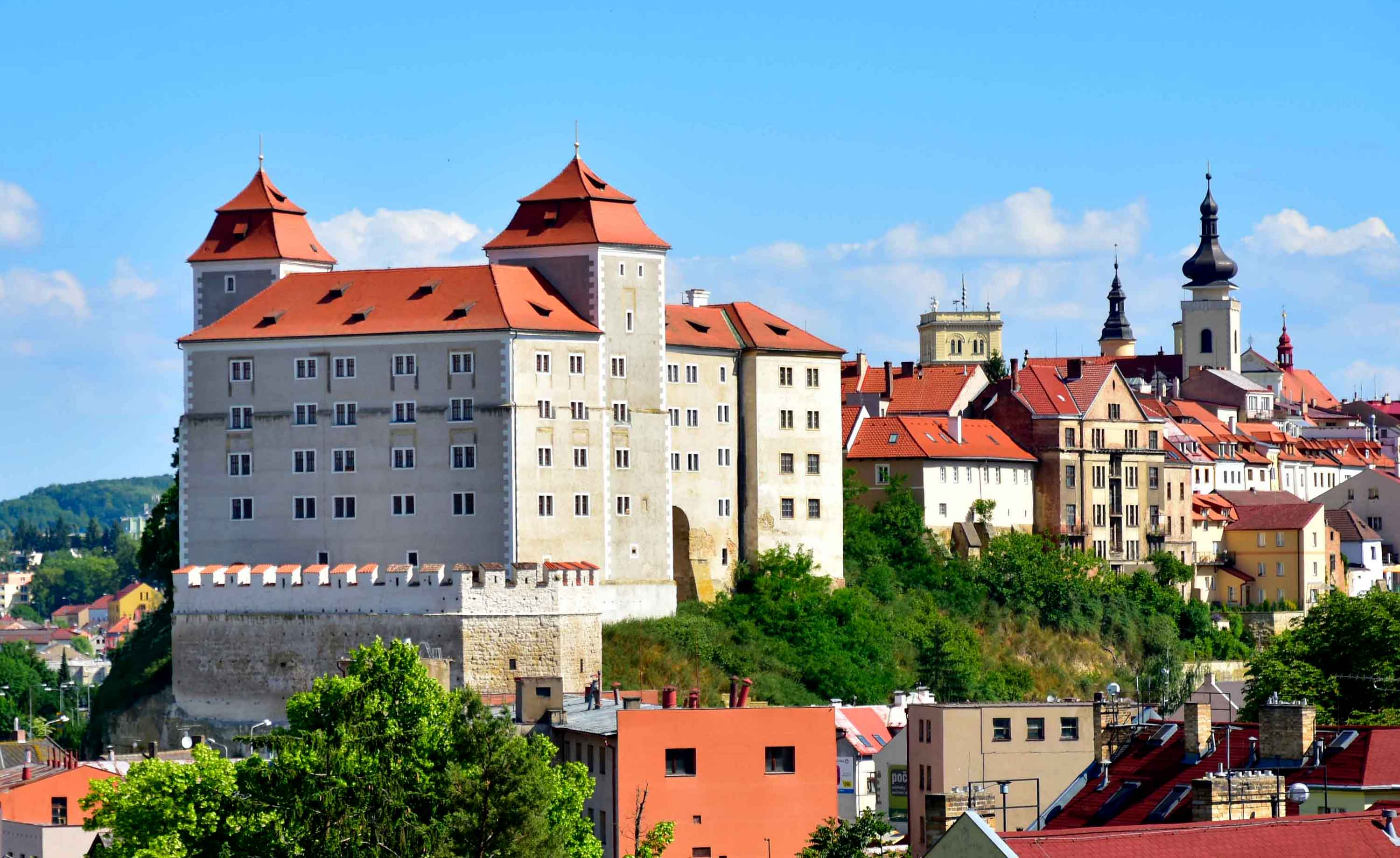
Blick auf die Altstadt und das Schloss

Auf dem Stadtgebiet gab es bereits eine bronzezeitliche Festung der Lausitzer Kultur, von der ein Graben im Bereich der Altstadt dokumentiert wurde. Zur Wende des zehnten und elften Jahrhunderts wurde an derselben Stelle eine Přemyslid-Festung gebaut, die zu einem der Hauptzentren des Burgen-Systems wurde. Aus dieser Zeit stammt die Stadtburg auf einem Felsvorsprung an der Mündung der Klenice in die Jizera. Ihr wahrscheinlicher Gründer war Prinz Boleslav II. Das Hauptziel war wahrscheinlich der Aufbau eines Verwaltungszentrums für neu erworbene Gebiete. Zu dieser Zeit begann unterhalb der Burg am Ufer der Jizera ein Siedlungsgebiet zu entstehen. In der Mitte des 13. Jahrhunderts wurde auf dem Gipfel der Anhöhe eine hochmittelalterliche Burg, eine Kommende des Johanniterordens errichtet, jedoch wurde später die Festung während der Hussitenkriege verwüstet.
Die Stadtrechte erhielt Mladá Boleslav zum Teil im Jahr 1334 und zum Teil im Jahr 1436.
Im Frühjahr 1279 brachte Markgraf Otto V., Oberhaupt der ottonischen Linie Brandenburgs, er war seit dem Tod König Ottokars II. von Böhmen der bestellte Vormund des Kronprinzen Wenzel, seinem Neffen und Reichsverweser Böhmens, den siebenjährigen Thronfolger sowie dessen Mutter, Königinwitwe Kunigunde, nach Jungbunzlau, wo beide unter harten Bedingungen auf der dortigen Burg festgehalten wurden. Der Königin gelang bald darauf die Flucht und sie erhob schwere Anschuldigungen gegen den Markgrafen und seine Dienstmannen.
Jungbunzlau war im Mittelalter Sitz des gleichnamigen Archidiakonats im Bistum Prag, das bis in die südliche Oberlausitz reichte (Dekanat Zittau). Im 16. Jahrhundert wurde die Stadt zum Zentrum der Böhmischen Brüder, die die Ideen des Jan Hus befolgten. Es wurde ein Bistum eingerichtet und eine Kathedrale im Stil der Renaissance gebaut. Die Religionskriege des 17. Jahrhunderts haben die Abnahme der Bevölkerungsanzahl und die Rekatholisierung gebracht.
Im 19. Jahrhundert begann in Mladá Boleslav die Industrialisierung. 1895 wurde das Unternehmen Laurin & Klement gegründet, ursprünglich als Fahrradproduzent. Nach erfolgreicher Entwicklung und Diversifizierung der Produktion in Richtung Automobilbau wurde dieses Unternehmen 1925 an den Schwerindustriekonzern Škoda mit Sitz in Pilsen verkauft. Der Automobilzweig wurde nach dem Zweiten Weltkrieg als Staatsunternehmen ausgegliedert. Dieses Unternehmen wurde 1990 privatisiert und gehört seither als Škoda Auto zum Volkswagenkonzern. Das Werk nimmt einen großen Teil der Fläche der Stadt ein.
In den 1920er Jahren entstanden in Mladá Boleslav mehrere Bauten der tschechischen Moderne. Emil Králík (1880–1946) errichtete das Stadttheater, Jiří Kroha (1893–1974) das Kaufhaus Gellner und das Bezirkspolyklinikum.

## Wirtschaft und Infrastruktur

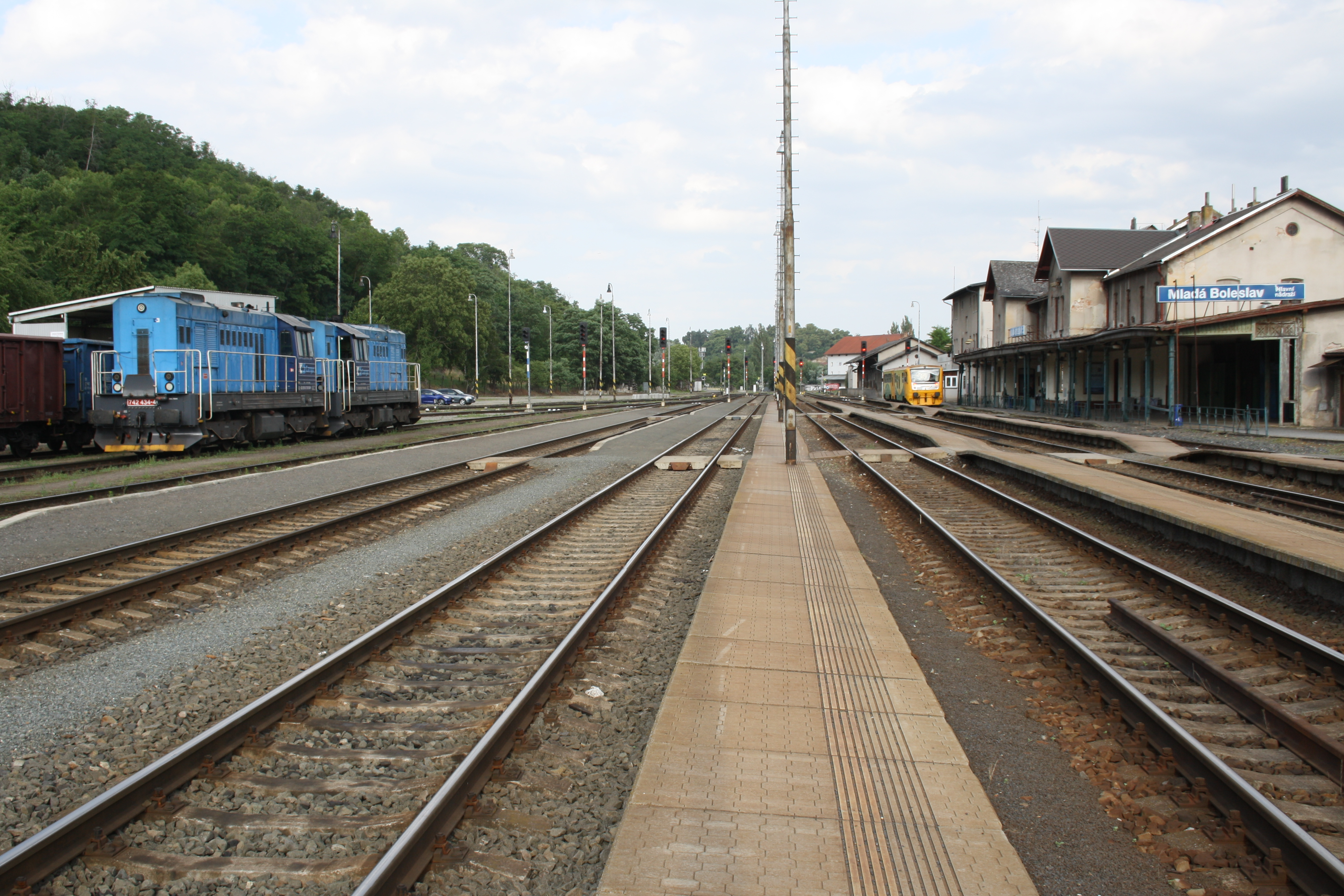
Hauptbahnhof

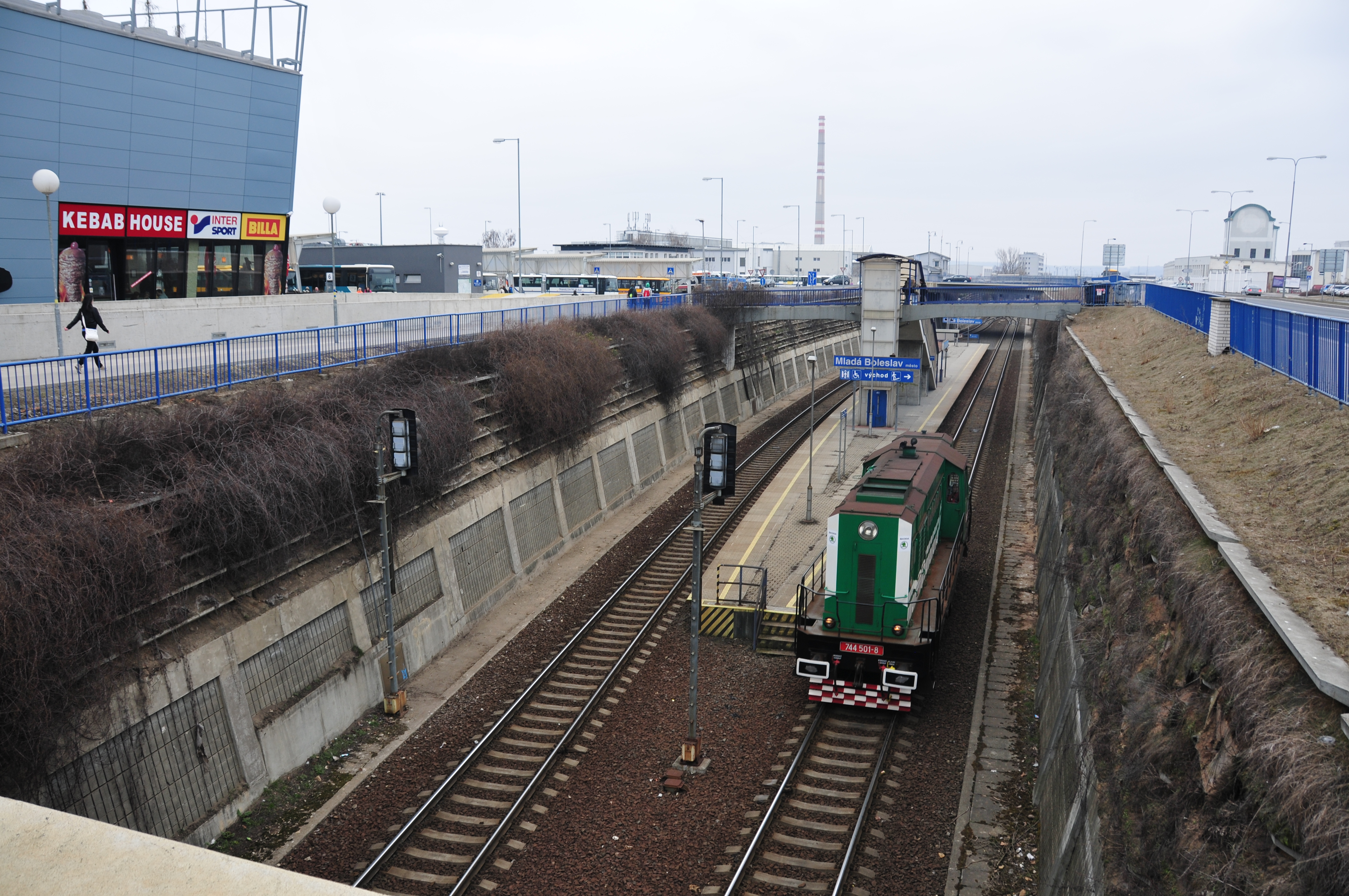
Stadtbahnhof an der Bahnstrecke Skalsko–Stará Paka

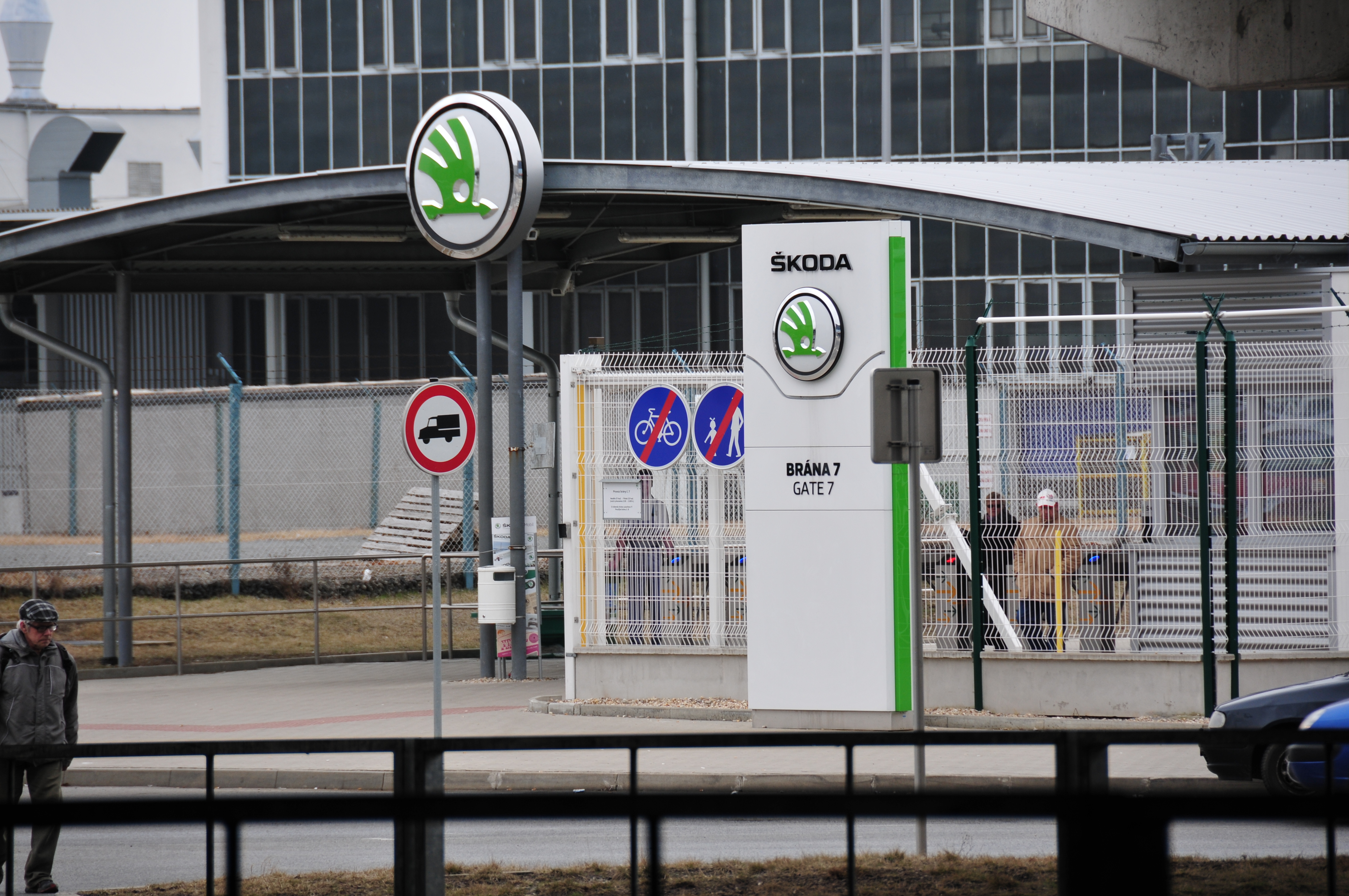
Eingang 7 zum Werk von Škoda

### Verkehr
Mladá Boleslav liegt 60 km nordöstlich von Prag an der Autobahn 10, die Teil der Europastraße 65 ist. Der Hauptbahnhof liegt an den Bahnstrecken Prag–Turnov (Kursbuchstrecke 070), Nymburk–Mladá Boleslav (Strecke 071), Skalsko–Stará Paka (Strecke 064) und Mladá Boleslav–Mělník (Strecke 076).

### Ansässige Unternehmen
In Mladá Boleslav befinden sich der Sitz und das größte Werk des Automobilherstellers Škoda Auto. Das Unternehmen beschäftigt in Tschechien ca. 29.000 Mitarbeiter (Stand 2020), den Großteil davon im Werk in Mladá Boleslav. Damit sind mehr als drei Viertel aller Erwerbstätigen der Stadt bei dem Tochterunternehmen der Volkswagen AG beschäftigt. Škoda Auto ist zugleich der bedeutendste Automobilproduzent Tschechiens und der größte Exporteur des Landes.

### Bildung
In Mladá Boleslav ist die private Hochschule Škoda Auto Vysoká škola angesiedelt.

## Stadtteile
Die Stadt gliedert sich in 13 Stadtteile: Bezděčín, Čejetice, Čejetičky, Debř, Chrást, Jemníky, Michalovice, Mladá Boleslav I, Mladá Boleslav II, Mladá Boleslav III, Mladá Boleslav IV, Podchlumí, Podlázky.

## Sehenswürdigkeiten

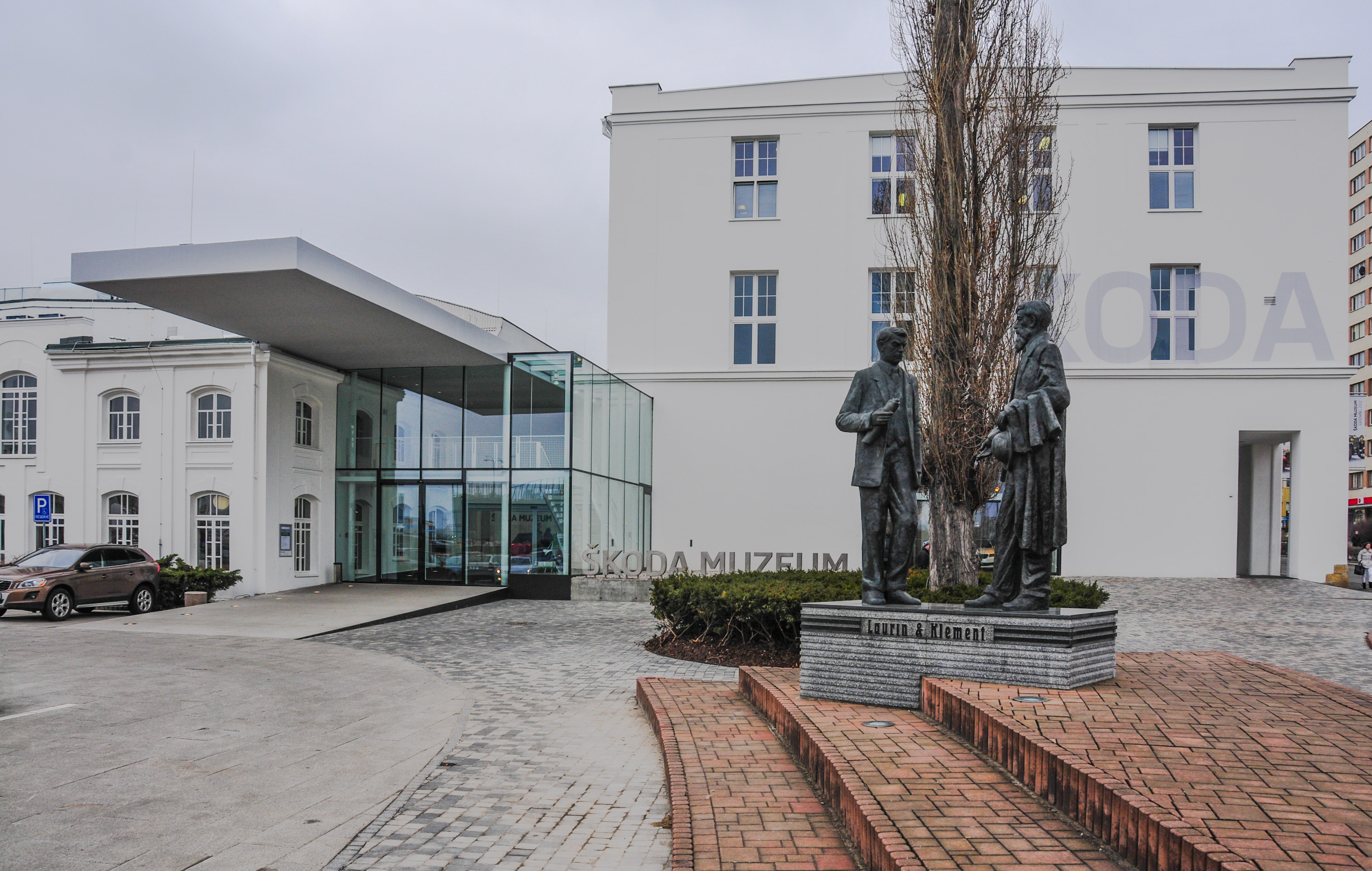
Gebäude der ehemaligen Automobilfabrik Laurin & Klement, heute Škoda-Museum

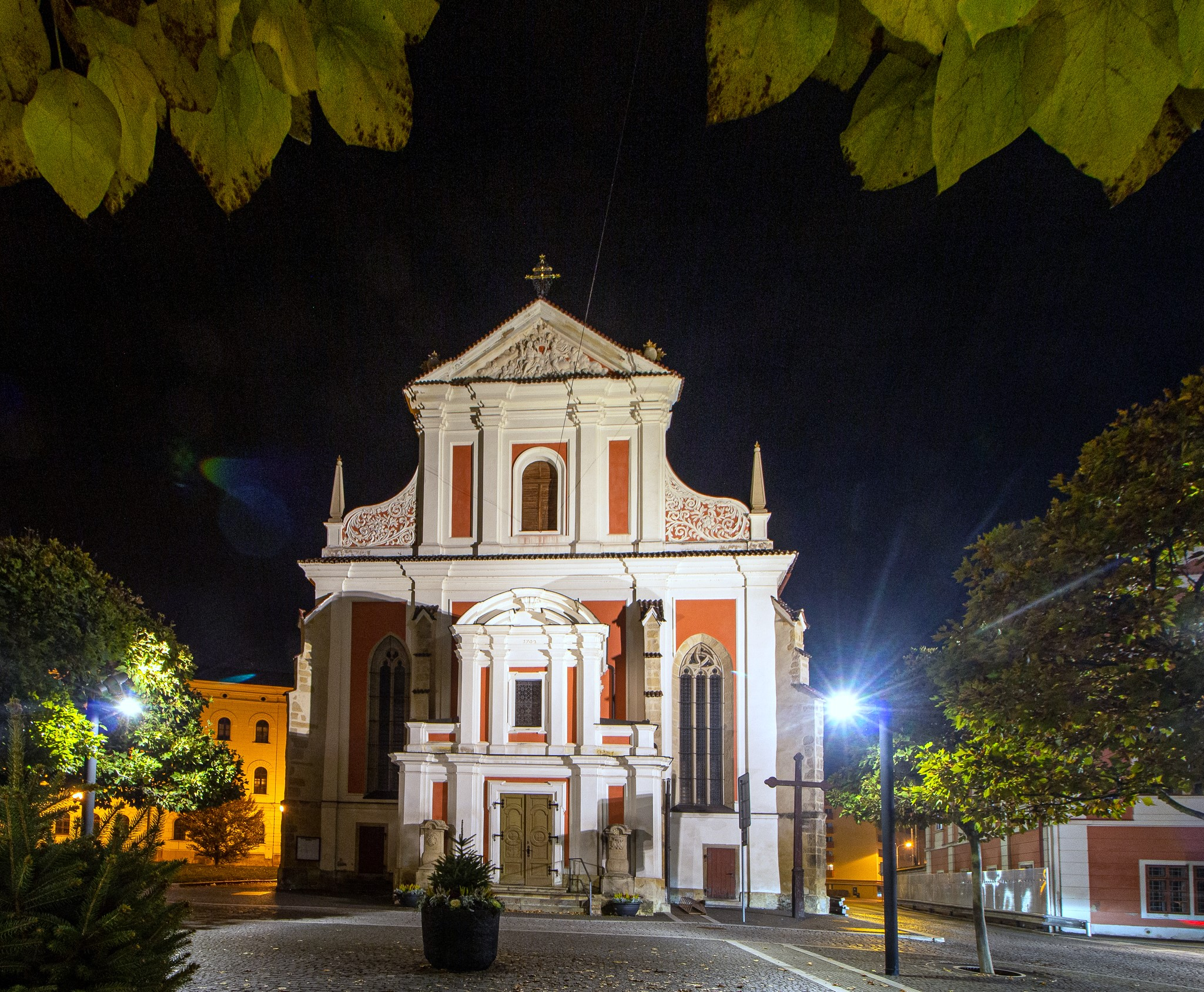
Kirche Mariä Himmelfahrt

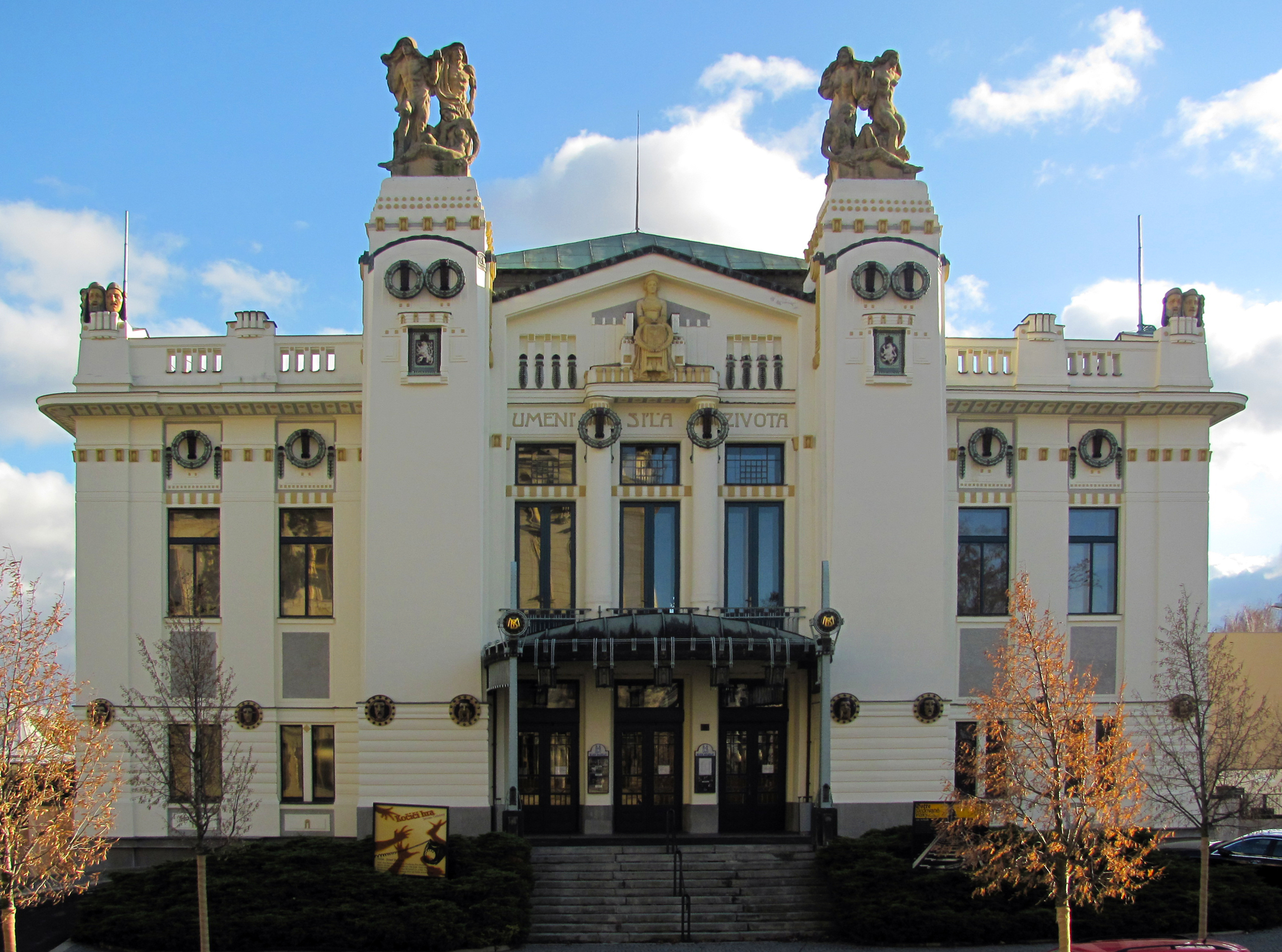
Stadttheater

- Hauptwerk der Škoda Auto sowie das Škoda Muzeum
- Luftfahrtmuseum am Flugplatz (Letecké muzeum Metoděje Vlacha)
- Regionalmuseum in der Burg
- Jüdischer Friedhof aus dem 16. Jahrhundert
- Altstädter Ring mit Renaissancegebäuden, dem alten Rathaus und seinem Turm aus der Mitte des 16. Jahrhunderts sowie der Kirche Mariä Himmelfahrt
- Burgruine im Stadtteil Michalovice oberhalb der Jizera aus dem 13. Jahrhundert

## Städtepartnerschaften
- Dieburg, Deutschland
- King’s Lynn, Vereinigtes Königreich
- Pezinok, Slowakei
- Vantaa, Finnland
- Kolomna, Russland

## Persönlichkeiten

### Im Ort geboren
- Antonín František Bečvařovský (1754–1823), Komponist
- Vincenc Zahradník (1790–1836), Priester
- Leopold Winterberg (1835–1912), Rabbiner in Aussig und Prag, Oberkantor
- Ludvík Aust (1863–1924), Schuhmachergeselle, Bezirkskrankenkassen-Verwalter und Politiker
- Anton Kohl (1867–1934), österreichischer Politiker
- Rudolf Kraus (1868–1932), österreichischer Mediziner, Pionier der Klinischen Chemie und Laboratoriumsdiagnostik
- Alfred Meissner (1871–1950), Politiker und Jurist, Justizminister, Überlebender des Holocaust
- František Gellner (1881–1914), Dichter, Anarchist, Prosaist, Maler und Karikaturist
- Boleslav Vomáčka (1887–1965), Komponist, Musikkritiker und Jurist
- Hugo Maria Kritz (Pseudonym von Hugo Krizkovsky) (1905–1988), deutscher Schriftsteller
- Vladislav Brunner (1910–1989), Flötist
- Adina Mandlová (1910–1991), Schauspielerin
- Jaroslav Netušil (1912–1982), Autorennfahrer
- Václav Bobek (1914–1980), Automobilrennfahrer
- Netti Boleslav (1923–1981), israelische Schriftstellerin
- Josef Holub (1930–1999), Botaniker
- Eva Bosáková (1931–1991), Kunstturnerin
- Mirko Baum (* 1944), deutsch-tschechischer Architekt und emeritierter Universitätsprofessor
- Václav Roubíček (1944–2010), Ingenieur, Universitätspräsident und Senatsabgeordneter des tschechischen Parlaments
- Vladimír Michálek (* 1956), Regisseur
- Vilém Čok (* 1961), Sänger
- Petr Vrabec (* 1962), Fußballspieler und -trainer
- Pavel Řehák (* 1963), Fußballspieler
- Jan Železný (* 1966), Speerwerfer
- Václav Koloušek (* 1976), Fußballspieler
- Radim Vrbata (* 1981), Eishockeyspieler
- Martin Havlát (* 1981), Eishockeyspieler
- Marek Schwarz (* 1986), Eishockeyspieler
- Jiří Polnický (* 1989), Cyclocrossfahrer
- Vojtěch Loudín (* 1990), Shorttracker
- Radim Šimek (* 1992), Eishockeyspieler
- Tomáš Hyka junior (* 1993), Eishockeyspieler
- Jan Vodháněl (* 1997), Fußballspieler
- Jiří Lehečka (* 2001), Tennisspieler

### Im Ort wirkten
- Siegfried Kapper (1820–1879), tschechischer Schriftsteller, Übersetzer und Arzt
- Josef Bohumil Herclík (1903–1987), Geigenbaumeister
- Josip Broz Tito (1892–1980), Partisanenführer und ehem. Präsident der Sozialistischen Föderativen Republik Jugoslawien